# Nivek Ogre
Nivek Ogre, egentligen Kevin Ogilvie, född den 5 december 1962, är en kanadensisk musiker och artist, mest känd för sina framträdanden i industrial-bandet Skinny Puppy. Eftersom bandet hade en annan Kevin (Crompton, alias CEvin Key) och producerades av en annan Ogilvie (Dave, alias Rave), var Ogres alias både praktiskt som artistiskt.
Ogre var den drivande kraften bakom Skinny Puppys live-uppträdanden som innehöll en mängd konstnärliga framträdanden, skräckframkallande sminkning och därtill specialeffekter. Han förespråkar djurens rättigheter och legalisering av marijuana.
Under 1990-talet skrev pressen en hel del om Ogres beroende av kokain och man spekulerade om att detta var källan till osämjan i bandet och att detta skulle leda till slutet för Skinny Puppy. Ogres medarbetare Dwayne Goettel avled av en överdos 1995 och Ogre tog sig ur missbruket. Han delade kortfattat med sig av sin skräckupplevelse som han genomled i slutet av 90-talet och påpekade att Marilyn Manson med flera har glorifierat den delen av hans image. Medan han arbetade med ℞-projektet tillsammans med Martin Atkins så bad han en reporter att använda namnet Kevin Ogilvie i stället för Nivek Ogre som så väl förknippas med Skinny Puppy.
Ogre har varit inblandad i ett antal industrial-grupper som till exempel KMFDM, ℞, Pigface, PTP, Revolting Cocks och Ministry. Hans senaste projekt involverar en återförening av Skinny Puppy samt ett soloprojekt kallat ohGr.

## Fotnoter
1. ↑  Česko-Slovenská filmová databáze, 2001, ČSFD person-ID: 33248.[källa från Wikidata]
2. ↑  läs online, www.straight.com  , läst: 30 november 2017.[källa från Wikidata]
3. 1 2  Internet Movie Database, IMDb-ID: nm0644799co0047972.[källa från Wikidata]